# Raczyce (województwo wielkopolskie)
Raczyce (1939-1945 niem. Langwege) – wieś w Polsce położona w województwie wielkopolskim, w powiecie ostrowskim, w gminie Odolanów. Leżą ok. 12 km na południowy zachód od Ostrowa Wlkp. Miejscowość jest zachodnim przedmieściem Odolanowa.
Przed 1932 rokiem miejscowość położona była w powiecie odolanowskim, W latach 1975–1998 w województwie kaliskim, w latach 1932–1975 i od 1999 w powiecie ostrowskim.